# Mike Franks (piłkarz)
Mike Franks  (ur. 27 kwietnia 1977 w Edmonton) – kanadyjski piłkarz występujący na pozycji bramkarza.

## Kariera klubowa
Franks karierę rozpoczynał w drużynie piłkarskiej w uczelni University of British Columbia. W 1997 roku trafił do ekipy Vancouver Whitecaps. W 1998 roku przeszedł do holenderskiego PSV Eindhoven. W 1999 roku przez kilka miesięcy był stamtąd wypożyczony do RBC Roosendaal. W 2000 roku odszedł do szkockiego Hibernian. Przez rok w jego barwach rozegrał 2 spotkania. W 2001 roku zakończył karierę. W 2003 roku wznowił ją i przez 2 lata reprezentował barwy klubu Vancouver Whitecaps. W 2005 roku ponownie zakończył karierę.

## Kariera reprezentacyjna
W 2001 roku Franks został powołany do reprezentacji Kanady na Puchar Konfederacji. Nie zagrał jednak na nim w żadnym meczu, z Kanada odpadła z turnieju po fazie grupowej. W 2005 roku znalazł się w drużynie na Złoty Puchar CONCACAF. Na nim również nie rozegrał żadnego spotkania, a Kanada zakończyła turniej na fazie grupowej. W reprezentacji Kanady Franks nie zagrał ani razu.